# Німба (графство)
Німба (англ. Nimba County) — одне з графств Ліберії. Адміністративний центр — місто Саннікеллі.

## Географія
Межує з Кот-д'Івуаром (на сході), Гвінеєю (на північному заході), а також з графствами: Гранд-Геде (на південному сході), Сіное (на півдні), Рівер-Сесс (на південному заході) , Бонг і Гранд-Баса (на заході). Площа становить 11 546 км².

## Населення
За даними перепису 2008 року чисельність населення становить 468 088 осіб.
Динаміка чисельності населення графства по роках:
| 1984    | 1986    | 2008    | 2013    |
| ------- | ------- | ------- | ------- |
| 313 050 | 325 700 | 468 088 | 491 968 |

## Адміністративний поділ
Графство ділиться на 17 дистриктів (населення — 2008 року):
- Бо та Куілья (англ. Boe & Quilla) (18 262 осіб)
- Буу-Яо (англ. Buu-Yao) (40 007 осіб)
- До (англ. Doe) (35 918 осіб)
- Гарр-Баін (англ. Garr Bain) (61 225 осіб)
- Гбехлаге (англ. Gbehlageh) (32 176 осіб)
- Гбі та Дору (англ. Gbi & Doru) (8 131 осіб)
- Гбор (англ. Gbor) (10 875 осіб)
- Кпарблі (англ. Kparblee) (11 424 осіб)
- Лівехпі-Ман (англ. Leewehpea-Mahn) (24 747 осіб)
- Мейнпі-Ман (англ. Meinpea-Mahn) (24 157 осіб)
- Саннікеллі-Ман (англ. Sanniqquellie-Mahn) (25 370 осіб)
- Тван-Рівер (англ. Twan River) (37 479 осіб)
- Ві-Гбей-Ман (англ. Wee-Gbehy-Mahn) (32 934 осіб)
- Ярмеін (англ. Yarmein) (22 718 осіб)
- Ярпі-Ман (англ. Yarpea Mahn) (21 647 осіб)
- Ярвеін-Менсонно (англ. Yarwein Mehnsonnoh) (25 584 осіб)
- Зо-Гбао (англ. Zoe-Gbao) (29 372 осіб)